# Zacisze (Ulasek)
Ulasek – część wsi Ulasek w Polsce, położona w województwie mazowieckim, w powiecie wyszkowskim, w gminie Somianka.
W latach 1975–1998 miejscowość należała administracyjnie do województwa ostrołęckiego.